# Моррисон, Джим
Джим Мо́ррисон (англ. Jim Morrison; полное имя Джеймс Ду́глас Мо́ррисон, англ. James Douglas Morrison; 8 декабря 1943, Мелборн, Флорида — 3 июля 1971, Париж) — американский поэт, певец, автор песен, лидер и вокалист группы The Doors.
Считается одним из самых харизматичных фронтменов в истории рок-музыки. Моррисон известен как своим характерным голосом, так и своеобразностью собственной сценической фигуры, саморазрушительным стилем жизни и своим поэтическим творчеством. Журнал Rolling Stone включил его в список 100 величайших певцов всех времён.

## Биография
Джим Моррисон родился в Мелборне, штат Флорида. В Джиме были смешаны шотландская, английская и ирландская кровь.
Провёл часть детства в Сан-Диего, Калифорния. В 1962 году поступил в Университет штата Флорида в Таллахасси. В январе 1964 года Моррисон переехал в Лос-Анджелес и поступил в UCLA на факультет кинематографии, где за время обучения снял два фильма. Ему нравились такие исполнители, как Элвис Пресли, Фрэнк Синатра, The Beach Boys, Love и Kinks.

### Университет
В Университете штата Флорида в Таллахасси Моррисон изучал историю эпохи Возрождения, в частности творчество Иеронима Босха и актёрскую игру, играл в студенческих постановках пьес. После этого учился на кинематографическом факультете Калифорнийского университета, но относился к учёбе не очень серьёзно, и больше интересовался вечеринками и алкоголем. В конце 1964 года Моррисон на Рождество приехал к родителям. Это был последний раз, когда он виделся с ними. Через несколько месяцев Моррисон написал письмо родителям, в котором сообщал, что хочет создать рок-группу. Но не нашёл понимания у отца, который ответил, что это неудачная шутка. После этого на вопрос о родителях Моррисон всегда говорил, что они умерли. Судя по всему, родители тоже прохладно относились к нему, потому что даже через много лет после его смерти отказывались комментировать творчество сына. Фильм, который был его выпускной работой, не восприняли ни преподаватели, ни студенты. Моррисон очень переживал и даже хотел покинуть университет за две недели до окончания, но преподаватели отговорили его от этого решения.

## The Doors
Учась в UCLA, Моррисон познакомился и подружился с Рэем Манзареком. Вместе они организовали группу The Doors. Через некоторое время к ним присоединились барабанщик Джон Денсмор и друг Моррисона, Робби Кригер. Кригер был представлен по рекомендации Денсмора и был затем включен в группу. The Doors взяли название группы из заголовка книги «The Doors of Perception» («Двери Восприятия») Олдоса Хаксли (ссылка на «открытие» «дверей» восприятия через употребление психоделиков). Хаксли, в свою очередь, взял заглавие своей книги из стихотворения английского поэта-визионера Уильяма Блейка: «If the doors of perception were cleansed, every thing would appear to man as it is, infinite» («Если бы двери восприятия были чисты, всё предстало бы таким, как есть — бесконечным»). Моррисон сказал друзьям, что он хочет быть этой «дверью восприятия». Название группы было принято единогласно.
Группа начала выступать по местным барам, их выступления были откровенно слабыми, отчасти из-за дилетантизма музыкантов, отчасти от робости Джима Моррисона: поначалу он даже стеснялся поворачиваться лицом к публике и пел спиной к залу. Кроме того, Моррисон часто приходил на выступления нетрезвым. Через полгода у группы появилась возможность выступать в лучшем клубе на Сансет Стрип — «Whisky a Go Go».
Вскоре группу заметил продюсер Пол Ротшильд с недавно открывшегося лейбла Elektra Records, выпускавшего до этого только джазовых исполнителей, который рискнул предложить Doors контракт. Первый сингл группы «Break On Through» попал на 126 место хит-парада Billboard, но эту относительную неудачу с лихвой окупил следующий — «Light My Fire» — возглавивший чарты. Вышедший в начале 1967 года первый альбом «The Doors» также занял первое место в хит-параде и положил начало «дорзомании». Одна композиция альбома — The End, задуманная как обычная прощальная песня, постепенно усложнялась, обрастая универсальными образами.
Джим Моррисон об этой песне спустя несколько лет после выхода альбома:

«The End»… Я действительно не знаю, что собирался сказать. Каждый раз, когда я слушаю эту песню, она кажется мне другой. Вначале это было прощание, может быть, с девушкой, а, может быть, с детством.
Употребление галлюциногенов, в частности LSD, оказало непосредственное влияние на творчество Моррисона и Doors: мистицизм и шаманизм стали частью сценического акта. «I am a Lizard king. I can do anything» — сказал про себя Моррисон в одной из песен («Я король ящериц. Я могу всё»). Группе удалось стать не только музыкальным явлением, но и культурным феноменом. Однако популярности The Doors во многом способствовала уникальная харизматичная личность и глубокая лирика их лидера Джима Моррисона. Моррисон был чрезвычайно эрудированным человеком, увлекался философией Ницше, культурой американских индейцев, поэзией европейских символистов и многим другим. В 1970 году он женился на практикующей ведьме Патриции Кеннили; свадьба была проведена по кельтскому колдовскому ритуалу. Моррисона иногда ставят в один ряд с Уильямом Блейком и Артюром Рембо.
В дальнейшем судьба Моррисона представляла собой скоростной спуск по наклонной плоскости: пьянство, аресты за непристойное поведение и драку с полицейскими, превращение из идола для девочек в толстого бородатого неряху. Всё больше материала писал Робби Кригер, всё меньше — Джим Моррисон. Поздние концерты «The Doors» представляли по большей части переругивание пьяного Моррисона с публикой; это выводило участников группы из себя. Весной 1971 года Моррисон отправился со своей подругой Памелой Курсон в Париж — отдыхать и работать над книгой стихов.

### Смерть

#### Официальная версия
По официальной версии, Джим Моррисон умер около 5 часов утра 3 июля 1971 года в IV округе Парижа в ванной комнате съёмной квартиры дома № 17 на улице Ботрейи (фр. rue Beautreillis) от сердечного приступа. По словам его старого друга Алена Роне (фр. Alain Ronay), специально приехавшего в Париж для встречи с Моррисоном, за день до смерти тот выглядел неважно и жаловался на плохое самочувствие. Они прогулялись по городу, купили в магазине кулон для Памелы и зашли в кафе, где пообедали. После этого посетили киномагазин и взяли несколько плёнок. Во время прогулки у Моррисона несколько раз сильно кружилась голова и случилось несколько приступов икоты. Около 17 часов они вернулись назад в квартиру музыканта. Посидев в гостях ещё час, Роне покинул друга, оставив его в одном из парижских кафе, и направился на важную встречу. В кафе Моррисон заказал себе три бутылки пива; выпив их, около 19 часов он отправился в кино с Памелой Курсон. Они посмотрели фильм и около 22 часов вернулись в свою квартиру. Около часа ночи 3 июля Курсон и Моррисон приняли героин. Однако годы злоупотребления алкоголем и наркотиками сильно подорвали его здоровье, и около 3:30 утра у спящего Моррисона от слишком большой дозы героина начались сильные конвульсии и рвотные реакции. Курсон удалось привести его в чувство, и она предлагала ему позвонить в скорую помощь, но Моррисон отказался. Вслед за этим Курсон ушла спать. Что происходило дальше — неизвестно, но около 5 часов утра Курсон обнаружила Моррисона в ванной комнате в горячей воде, он уже не дышал. После приезда скорой помощи и полиции на полу ими были обнаружены следы того, что Моррисона перед смертью сильно рвало кровью, а на его лице присутствовали следы носового кровотечения.

#### Альтернативные версии
Среди вариантов назывались героиновая передозировка в мужском туалете парижского клуба Rock-n-Roll Circus или в соседнем кабаре Alcazar (версия Джерри Хопкинса и Дэнни Шугермана), самоубийство, инсценировка самоубийства службами ФБР, которые тогда вели активную борьбу с участниками движения хиппи и прочее. Вокруг его смерти до сих пор ходят слухи. Британская рок-певица Марианна Фейтфулл в 2014 году заявила, что наркоторговец и её бывший бойфренд Жан де Бретей несёт ответственность за смерть Джима Моррисона; по словам Фейтфулл, де Бретей дал певцу героин, действие которого было слишком сильным, и это стало причиной смерти Моррисона. Она заявила, что тогда де Бретей «пришел к Моррисону, чтобы повидаться с ним, и убил его». Фейтфулл при этом выразила уверенность в том, что это был несчастный случай. Единственный человек, который видел смерть певца, — подруга Моррисона Курсон. Она скончалась от передозировки наркотиков три года спустя.
Джим Моррисон похоронен в Париже на кладбище Пер-Лашез. Его могила стала местом культового поклонения фанатов, исписывающих соседние могилы надписями о своей любви к кумиру и строчками из песен The Doors.
В 1978 году был выпущен альбом An American Prayer: незадолго до смерти Моррисон надиктовал свои стихи на магнитофон, а музыканты The Doors наложили на стихи музыкальное сопровождение.
Песня «The End» вошла в фильм Ф. Ф. Копполы «Апокалипсис сегодня» (1979).

«Я вижу себя огромной огненной кометой, летящей звездой. Все останавливаются, показывают пальцем и шепчут в изумлении „Посмотрите на это!“. А потом — фьють, и меня уже нет. И больше они никогда не увидят ничего подобного и никогда не смогут меня забыть. Никогда» — Джим Моррисон
Моррисон входит в так называемый «Клуб 27»; по свидетельству Кригера и Денсмора, когда участники The Doors обсуждали смерти Джими Хендрикса и Дженис Джоплин, Моррисон обронил: «Возможно, вы пьёте с „номером три“».

## Творчество
В «эпоху цветов» (время подъема движения хиппи), когда все пели о невинности, леденцах и мармеладном небе, Doors стали самой радикальной и сумрачной группой 60-х годов. Критики окрестили их «черными исповедниками Великого Общества», раскольника Моррисона — Дионисом современной культуры, а все, что они творили — арто-роком (по аналогии с «театром жестокости» Арто, призывавшим яростно воздействовать на зрителя). Их альбомы были своего рода шоковой терапией, каталогами психических ударов, насыщенных скорбью. Моррисон не только «писал так, как если бы Э. А. По был занесен в эпоху хиппи, но и жил как он — прямиком шел к печальному концу в сточной канаве». Далекие от наивности, Doors открыто обращались к символической области бессознательного: мрачные, «ночные» тексты в пульсирующем ритме, трепещущий тон, выбивающиеся из колеи образы. О Моррисоне писали, что он пел так, как если бы его казнили на электрическом стуле.

### Американские и английские издания Моррисона
- The Lords. — 1969. — Стихи, заметки. Издана за собственный счёт. Тираж 100 экз.
- The New Creatures. — 1969. — Издана за собственный счёт. Тираж 100 экз.
- The Lords and The New Creatures. — Simon & Schuster, 1970. — Совместное издание первых двух книг.
- An American Prayer. — 1970. — Издана за собственный счёт. Тираж 500 экз.
- The Lords and The New Creatures. — Simon & Schuster, 1971. — Посмертное переиздание первых двух книг.
- The Lords and The new Creatures. — Omnibus Press: London, 1985. — Переиздание.
- An American Prayer and other notes. — 1987. — Сборник всех песен «The Doors», написанных Джимом Моррисоном. Включает также поэмы «Американская молитва» и «Ода Лос-Анджелесу в свете размышлений о покойном Брайане Джонсе» и эссе «Глаз».
- Wilderness: The lost writings of Jim Morrison. Vol. 1. — Villard Books: New York, 1988. — Первая публикация найденных посмертно стихов Джима Моррисона.
- Lyrics and Poem. — Stampa Alternativa, 1989. — Тексты песен Моррисона, «Американская молитва». Переиздание.
- An American Night. The lost writings of Jim Morrison. Vol. 2. — Villard Books: New York, 1990. — Публикация остальных найденных посмертно стихов (не вошедших в первую книгу).

### Издания Моррисона на русском языке
- Архивы The Doors, том 1: Джим Моррисон & The Doors. Когда музыка смолкнет… / Сост., коммент. А. Галин ; Пер. с англ. Дмитрия Эпштейна, Маргариты Пушкиной. — М.: Сокол, 1998. — 319 с.: ил. — ISBN 5-85957-171-4.
- Архивы The Doors, том 2: Джим Моррисон. Американская ночь = The Writings of Jim Morrison. The American Night / Пер. с англ. Дмитрия Эпштейна ; Под ред. Ильи Завалишина и Александра Галина ; Коммент. Александра Галина. — М.: Летний сад, 2001. — 223 с.: ил. — ISBN 5-85302-282-2.
- Архивы The Doors, том 3: Джим Моррисон. Пустыня / Пер. с англ. Ксении Быстровой, Александры Скорых ; Под ред. Ильи Завалишина и Александра Галина; коммент. Александра Галина. — М.: Мерлон, 2004. — 256 с — Наблюдения Джеймса Дугласа Моррисона ; Дискография.
- Моррисон Дж. Д. Стихотворения: сборник / Пер. с англ. А. Кудрявицкого и М. Миронова, составл. А. Кудрявицкого. — Москва — Париж — Нью-Йорк: Третья волна, 1999. — 96 с. — ISBN 5-239-01852-1.
- Последний проклятый поэт: Джим Дуглас Моррисон / Пер. с англ. Д.Борисова, Ю.Санаевой. — Ультра Культура , 2005 г. — 287 c. — ISBN 978-5-98042-057-4.
- Послушай, парень, объяви нас как нужно. Мы — «Дорз»! Джеймс Дуглас Моррисон. — 2-е изд., перераб / Ред. колл. Ю. М. Каблучко, О. В. Черниенко, В. В. Авилов. — М.: Янус, 1996. — 158 с.: ил. — Непостижимая тайна Джима Моррисона; «Боги».
- Джим Моррисон. Стихи. Песни. Заметки. — 1-е изд., / Джим Моррисон; автор.сборник [Перевод], изд. Суперсистема, 1992. — 211 с.; тираж 6500 экз., твердый переплет, Предисл. С. Климовицкого.
- Моррисон Дж. Д. Избранные стихотворения: сборник / Составл., предисл. и пер. с англ. А. Кудрявицкого. — Дублин, изд-во Lynx, 2012. — 152 с. — ISBN 978-1-4717-0920-3.

## Фильмы
Моррисон снял авторский короткометражный фильм «Американская пастораль» (HWY: An American Pastoral, 1969), где исполнил главную роль; в сотрудничестве с Фрэнком Лисиандро — документальный фильм о группе, названный Feast of Friends (1970).
В 1991 году режиссёр Оливер Стоун снял художественный фильм «Дорз», в котором роль Джима сыграл Вэл Килмер.
В 2010 году режиссёр Том Дичилло снял документальный фильм When You're Strange, который позиционируется как «Истинная история The Doors» и фильм «анти-Оливера Стоуна».

## Упоминания в культуре
- Упоминается в рассказе Стивена Кинга «Рок-н-ролльные небеса» как Лизард Кинг (англ. Lizard king).
- В 1970-х годах палеонтолог Рассел Сайокон (США) совершил переворот в науке, обнаружив в Мьянме останки гигантской ящерицы, достигавшей 180 см в длину и весившей около 30 кг. Эта самая крупная в мире травоядная ящерица была названа Barbaturex morrisoni в честь Джима Моррисона, певшего когда-то: «Я король ящериц. Я могу все»[15].
- На своей языческой свадьбе Джим Моррисон и Патриция Кеннили-Моррисон обменялись кольцами Кладда[16]. Изображение колец включено в обложку мемуаров Кеннили-Моррисон, Strange Days: My Life With and Without Jim Morrison, они видны на многих её фотографиях.
- В книге писателя Саймона Грина «Город, где умирают тени» Джим Моррисон — один из ключевых героев, вернувшийся из мертвых и способный своей музыкой завораживать окружающих.
- В романе Стивена Кинга «Противостояние» один из главных героев рассказывает, что видел Джима Моррисона (после его смерти), когда подрабатывал на заправочной станции.
- В книге Мика Фаррена «Джим Моррисон после смерти» Джим — главный герой, разбирающийся в хитросплетениях послесмертия.
- В книге Паоло Ди Реда и Флавии Эрметес «Лабиринт тайных книг» (ISBN 978-5-389-02551-6 01) Джим Моррисон является одним из ключевых героев.
- В сборнике Дикие Карты под редакцией Дж. Р. Р. Мартина, в новелле Виктора Милана «Преображения» («Transfigurations») легко угадываются группа The Doors и Джеймс Дуглас Моррисон (переименованные писателем в Destiny и Тома Мэриона Дугласа соответственно). Под воздействием инопланетного вируса Моррисон-Дуглас получает ауру, дающую ему возможность с повышенной силой воздействовать на эмоции слушателей, а также периодически изменяющую его облик на образ человека со змеиной головой («Короля Ящериц»).
- В фильме Смерть ей к лицу Джим Моррисон среди клиентов Лизл, которые обладают даром бессмертия.
- В фильме Американский оборотень в Париже присутствует сцена секса на могиле Моррисона, на кладбище Пер-Лашез.
- В компьютерной игре World of Warcraft существует босс Lord Serpentis, который произносит фразу «I am the Serpent King, I can do anything».
- В компьютерной игре Postal 2 главный герой при использовании кошачьей мяты произносит фразу «Yes, baby, I’m the Lizard King!».
- У шотландской пост-рок-группы Mogwai есть композиция под названием «I’m Jim Morrison, I’m Dead».
- У группы Radiohead есть упоминание о Моррисоне в песне «Anyone Can Play Guitar» — «Grow my hair I am Jim Morrison».
- У группы The 69 Eyes есть упоминание о Моррисоне в песне «Wasting The Dawn» — «Where the lizard lingers long under the sun Forgetting the night darkest july paris '71».
- У группы 5'nizza есть упоминание о Моррисоне в песне «Ушедшим слишком рано».
- В песне группы Tracktor Bowling «Outside» Моррисон упоминается в перечислении имён великих людей («Жертвы своих идей, что пронзили мир насквозь: Моррисон и Кобейн, Леннон, Сид Вишез или Христос»).
- Песня группы Крематорий «Гончие псы» — упоминание о Моррисоне: ...Джим Моррисон давно уже мертв,
Но мы верим в то, что он еще жив
И собираем пыль давно остывшей звезды...
- Песня рэпера Ассаи «Моно»: ...Как табу на слова, как передоз Моррисона....
- Песня группы Гражданская оборона «Харакири»: ...Джим Моррисон умер у тебя на глазах...
- Песня группы Бригадный подряд «Всерьез»: ...Джим Моррисон тоже все принял всерьез...
- Песня группы Конец фильма «Умирать молодым»: ...Не купит Моррисон кабак, отель с годами не откроет...
- Песня группы Сплин «Джим».
- Песня Елены Никитаевой «Моррисон Джим».
- Памяти Джима Моррисона посвящена песня группы Калинов Мост «Честное слово»: ...Его лицо изрытое траншеями сомнений
Успокоилось, покрылось слоем мела,
Я спросил в упор - Куда, Джим, собрался
Он шепнул - На небо, и улыбнулся...
- Песня группы Электрические партизаны «Электрический дзен»: Джим Моррисон не умер, он уехал в лес
Джим Моррисон не умер, он уехал медитировать в лес
Где никаких дверей и не доходят ничьи SMS
- Песня Ланы Дель Рей «Gods & Monsters»: Я живу как Джим Моррисон,
Отправившийся в дерьмовый отпуск
- Песня Ланы Дель Рей «Hollywood»: Тело наэлектризовано, и я танцую, как Моррисон,
Когда наступает ночь, малышка вновь оживает.
- В 1967 году Моррисон едва не снялся в порнографическом фильме Энди Уорхола «Я, мужчина», но его отговорили администраторы «The Doors»[17].
- В фильме «Мир Уэйна 2» главному герою в момент пребывания без сознания является Джим Моррисон в пустыне в качестве духовного наставника.